# Jorge Peredo
Jorge Sigfrido Peredo Gutiérrez (Santiago del Cile, 17 febbraio 1953) è un ex calciatore cileno, di ruolo attaccante.

## Caratteristiche tecniche
Giocava come centravanti; aveva buone capacità realizzative.

## Carriera

### Club
Peredo iniziò a giocare con il Ñublense, nella seconda serie cilena, disputando il campionato 1974. Passò poi al Deportes Aviación, in Primera División, e giocò due stagioni, la prima con 6 gol in 23 gare, la seconda con 9 reti in 26 presenze. Nel 1977 fu acquistato dall'Unión Española e fu impiegato come titolare in attacco: risultò decisivo per la vittoria del titolo nazionale, con 22 reti in 29 partite, che lo resero il secondo miglior marcatore assoluto di quel torneo dopo Oscar Fabbiani (34 gol). Peredo partecipò dunque alla Coppa Libertadores 1978, segnando due reti. Lasciò l'Unión Española nel 1979 e si trasferì al Palestino, con cui disputò altri due tornei di massima serie cilena: si ritirò nel 1981, trasferendosi poi a vivere in Canada, a Montréal.

### Nazionale
La carriera di Peredo in Nazionale è interamente legata al torneo della Coppa America 1979. Convocato per la manifestazione, fece il suo esordio l'8 agosto a San Cristóbal contro il Venezuela, segnando il suo primo gol. Fu poi autore di una doppietta contro il Venezuela nella gara di ritorno del 21 agosto, e realizzò la sua 4ª rete contro la Colombia il 5 settembre: le sue 4 marcature lo resero, insieme al paraguaiano Eugenio Morel, il capocannoniere della Coppa America. Una volta conclusa la competizione, però, Peredo non giocò più per la Nazionale cilena.

## Statistiche

### Cronologia presenze e reti in Nazionale
| Cronologia completa delle presenze e delle reti in nazionale ― Cile | Cronologia completa delle presenze e delle reti in nazionale ― Cile | Cronologia completa delle presenze e delle reti in nazionale ― Cile | Cronologia completa delle presenze e delle reti in nazionale ― Cile | Cronologia completa delle presenze e delle reti in nazionale ― Cile | Cronologia completa delle presenze e delle reti in nazionale ― Cile | Cronologia completa delle presenze e delle reti in nazionale ― Cile | Cronologia completa delle presenze e delle reti in nazionale ― Cile |
| Data                                                                | Città                                                               | In casa                                                             | Risultato                                                           | Ospiti                                                              | Competizione                                                        | Reti                                                                | Note                                                                |
| ------------------------------------------------------------------- | ------------------------------------------------------------------- | ------------------------------------------------------------------- | ------------------------------------------------------------------- | ------------------------------------------------------------------- | ------------------------------------------------------------------- | ------------------------------------------------------------------- | ------------------------------------------------------------------- |
| 8-8-1979                                                            | San Cristóbal                                                       | Venezuela                                                           | 1 – 1                                                               | Cile                                                                | Coppa America 1979 - 1º turno                                       | 1                                                                   |                                                                     |
| 15-8-1979                                                           | Bogotà                                                              | Colombia                                                            | 1 – 0                                                               | Cile                                                                | Coppa America 1979 - 1º turno                                       | -                                                                   |                                                                     |
| 21-8-1979                                                           | Santiago del Cile                                                   | Cile                                                                | 7 – 0                                                               | Venezuela                                                           | Coppa America 1979 - 1º turno                                       | 2                                                                   |                                                                     |
| 5-9-1979                                                            | Santiago del Cile                                                   | Cile                                                                | 2 – 0                                                               | Colombia                                                            | Coppa America 1979 - 1º turno                                       | 1                                                                   |                                                                     |
| 17-10-1979                                                          | Lima\|Lima (Perù)\|Lima                                             | Perù                                                                | 1 – 2                                                               | Cile                                                                | Coppa America 1979 - Semifinale                                     | -                                                                   |                                                                     |
| Totale                                                              |                                                                     | Presenze                                                            | 5                                                                   |                                                                     | Reti                                                                | 4                                                                   |                                                                     |

## Palmarès

### Club

#### Competizioni nazionali
- Campionato cileno: 1

Unión Española: 1977

### Individuale
- Capocannoniere della Coppa America: 1

Copa América 1979 (4 gol, con Eugenio Morel)